# Naiane Rios
Naiane de Almeida Rios (Belém, 29 de noviembre de 1994) es una jugadora de voleibol brasileña que juega en la posición de colocadora. 

## Trayectoria

### Etapa formativa
Inspirada por su padre, Colemar Rios, exjugador de voleibol, Naiane Rios tuvo sus primeros contactos con este deporte en los equipos de base del Tuna Luso, a los 6 años de edad. Continuó su carrera en Paysandu, Clube do Remo, Assembleia Paraense y COPM/PA.
En 2008 representó a la Selección Paraense en la categoría juvenil de la primera división del Campeonato Brasileño de Selecciones, celebrada en São Luís, donde conquistó el título (de forma invicta, sin perder ningún set). Al año siguiente, ganó los títulos del Campeonato Paraense en las categorías infantil-juvenil y juvenil, y fue subcampeona en la categoría adulta. Ese mismo año alcanzó el cuarto lugar en las Olimpiadas Escolares de Maringá.
En 2009, representó nuevamente a la Selección Paraense en el Campeonato Brasileño de Selecciones, en la categoría juvenil, alcanzando el sexto lugar en Maceió (cuando el técnico Antônio Rizola Neto se fijó en ella). Representando al COPM/PA en la Liga Nacional de 2009, contribuyó a la clasificación a la fase final, donde finalizaron en quinto lugar en Juazeiro do Norte. Fue cuando su entrenador de la época, Jânio Marinho, le comunicó que estaba preseleccionada para la selección brasileña infantil-juvenil (terminó siendo parte de aquél grupo de 19 jugadoras que vistió la verdeamarelha).

### Etapa profesional
En 2010, con la Selección Paraense, logró el tercer lugar en el Campeonato Brasileño de Selecciones en la categoría juvenil y fue convocada para disputar el Campeonato Sudamericano Infantil-Juvenil de 2010 en Lima, donde ganó su primer título internacional (además de ser elegida la mejor colocadora). En la temporada 2010-11, siendo aún juvenil, fue contratada por el Macaé Sports y disputó su primera Superliga Brasileña A, finalizando en sexto lugar.
Representando a la selección brasileña en la categoría infantil-juvenil, jugó en el Campeonato Mundial de 2011 en Ankara, finalizando en sexto lugar.
Tras su primer año en Macaé Sports, y aún en edad juvenil, se mudó al Pinheiros en la temporada 2011-12. Ese mismo año fue convocada por el técnico Luizomar de Moura para la selección brasileña juvenil, alzándose con la medalla de oro en el Campeonato Sudamericano de Lima, Perú, siendo nuevamente elegida la mejor colocadora. En su segunda temporada en el Pinheiros fue convocada para la selección brasileña Sub-23 para disputar la primera edición de la Copa Panamericana Sub-23 también en Lima, donde obtuvo la medalla de plata.
En su trayectoria con las categorías de base de la selección brasileña, ganó, además de la medalla de oro en el Campeonato Sudamericano Infantil-Juvenil por dos veces (2010 y 2012) y la medalla de plata en la Copa Panamericana Sub-23, obtuvo la medalla de bronce en el Campeonato Mundial Juvenil de 2013 en Brno, República Checa.
En 2014, fue contratada por Camponesa/Minas y fue subcampeona mineira. En la Superliga Brasileña A 2014-15, ayudó a su equipo a llegar a semifinales por primera vez en su carrera. Después de tres temporadas en Minas, se trasladó a Barueri, equipo del técnico de la selección brasileña José Roberto Guimarães. En la temporada 2016 tuvo una de las mayores decepciones de su vida como jugadora, al no ser llamada por el seleccionador para los Juegos Olímpicos de Río. Permaneció hasta seis años sin volver con la selección. En 2018 fue contratada por el Sesi Vôli Buaru y en 2020 se anunció su fichaje por el Audax Osasco São Cristovão Saúde. 
En 2023 se alzó con el título de la liga polaca con el Chemik Policeademás de participar en la Champions League de la 2022-23.Capitaneó la selección brasileña que compitió en los primeros Juegos Panamericanos de su carrera, consiguiendo la medalla de plata.
Para el período 2023-24, fue anunciada para jugar en el Dentil/Praia Clube donde, además de una grave lesión de rodilla, ganó el título de la Copa Brasília 2023, se proclamó campeona del Campeonato Mineiro 2023 y subcampeona de la Supercopa Brasileña 2023. En junio se anunció su fichaje por el equipo francés Volero Le Cannet, lo que será su primera temporada en la Liga Francesa. Además, tras su victoria ante Japón en el torneo preolímpico, los Juegos Olímpicos de París se vislumbran como la primera participación de la brasileña en unos Juegos.

### Clubes
- 2010-11: Esporte Macaé
- 2011-14: Esporte Clube Pinheiros
- 2014-17: Minas Tênis Clube
- 2017-18: Hinode Barueri
- 2018-20: Sesi Vôlei Bauru
- 2020-21: Osasco/São Cristóvão Saúde
- 2021-22: Grupa Azoty Chemik Police
- 2022-23: Esporte Clube Pinheiros
- 2023-24: Dentil/Praia Clube
- 2024 - Volero Le Cannet

## Títulos y galardones

### Selección
- 1 x  Juegos Panamericanos (2023)

#### Selección en época formativa
- 1 x  Copa Panamericana sub-23 (2012)
- 1 x  Campeonato Mundial Juvenil (2013)
- 1 x  Campeonato Sudamericano Juvenil (2012)
- 1 x  Campeoanto Suramericano sub-18 (2010)

### Clubes
- 1 x Copa Brasil (2024)
- 1 x Campeonato Mineiro (2023)
- 1 x Campeonato Paulista (2018)

#### Títulos en época formativa
- 1 x Campeonato Paraense Juvenil (2009)
- 1 x Campeonato Paraense Sub-18 (2009)
- 1 x Campeonato Brasileiro de Seleções Juvenil (2008)

## Vida
Rios es abiertamente lesbiana,activista en pro de la igualdad LGTB, y, anunció en 2019 su próximo matrimonio con su pareja, Ana Luiza, que atrasaron debido a la pandemia.